# Redič
Redič (madžarsko Rédics) je vas na Madžarskem, ki upravno spada v podregijo Lenti Županije Zala.